# Saïda (província)

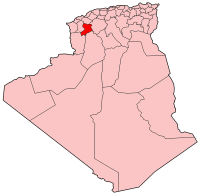
Saida

Saida é uma província da Argélia com 330.641 habitantes (Censo 2008).